# Wilhelm Steinitz
Wilhelm (sau đổi thành William) Steinitz (17 tháng 5 năm 1836 – 12 tháng 8 năm 1900) là một kỳ thủ cờ vua người Áo và sau này là người Mỹ, và nhà vô địch cờ vua thế giới được thừa nhận đầu tiên từ năm 1886 đến năm 1894. Ông cũng là một tác giả  và lý thuyết gia cờ vua có ảnh hưởng lớn.
Khi thảo luận về lịch sử cờ vua từ năm 1850 trở đi, các nhà bình luận đã tranh luận liệu Steinitz có thể được coi là nhà vô địch thế giới từ một quãng thời gian trước đó, có lẽ sớm nhất là năm 1866. Steinitz mất danh hiệu của mình vào tay Emanuel Lasker năm 1894, và cũng thua Lasker trong trận phục thù năm 1896–97.

## Thời gian đầu
Steinitz sinh ngày 17 tháng 5 năm 1836, trong khu ổ chuột của người Do Thái ở Praha (thời điểm đó thuộc Bohemia, một phần của Đế quốc Áo). Wilhelm là con út còn sống trong mười ba con trai của một thợ may. Ông học chơi cờ vua ở tuổi 12. Ông tập trung chơi cờ vua ở tuổi 20, sau khi rời Praha năm 1857 để học toán tại Viên, tại trường Bách khoa Viên. Steinitz đã học đại học hai năm.

## Sự nghiệp cờ vua (đến 1881)
Steinitz cải thiện nhanh chóng lối chơi vào cuối thập niên 1850, từ hạng ba ở Giải vô địch thành phố Viên năm 1859 lên ngôi vô địch năm 1861, với điểm số 30/31. Trong thời kỳ này, ông được mệnh danh là "Morphy người Áo" Điều này có nghĩa ông đã trở thành kỳ thủ mạnh nhất Áo.

### Khởi đầu sự nghiệp quốc tế

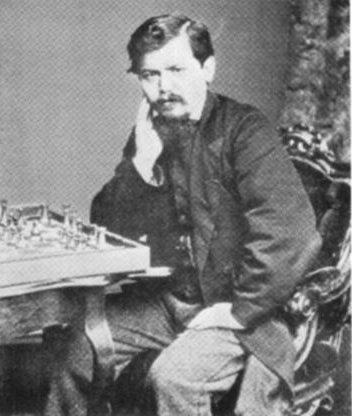
Steinitz năm 1866

Steinitz được đại diện cho Áo tham dự Giải cờ vua London 1862. Ông chỉ về hạng sáu, nhưng ván thắng trước Augustus Mongredien được trao giải thưởng ván đấu xuất sắc. Ngay sau đó ông có trận đấu tay đôi với kỳ thủ hạng năm giải này, kỳ thủ lão luyện người Ý Serafino Dubois. Steinitz đã chiến thắng với kết quả 5 thắng, 1 hòa và 3 thua. Những kết quả này đã khích lệ ông chuyển sang thi đấu chuyên nghiệp. Ông chuyển đến sống ở London. Trong thời gian 1862–63 Steinitz đã có trận thắng áp đảo trước kỳ thủ Anh Joseph Henry Blackburne. Blackburne sau này trở thành một trong những kỳ thủ hàng đầu thế giới trong vòng 20 năm nhưng ở thời điểm đó mới chỉ bắt đầu chơi cờ được hai năm. Steinitz tiếp tục chiến thắng những trận đấu trước các kỳ thủ Anh hàng đầu: Frederic Deacon và Augustus Mongredien năm 1863, Valentine Green năm 1864. Đạt được những thành tích này ông cũng phải trả giá: vào tháng 3 năm 1863 Steinitz đã phải viết thư xin lỗi Ignác Kolisch vì không trả được nợ, bởi trong khi Steinitz bận đánh bại Blackburne, Daniel Harrwitz đã "cuỗm mất" tất cả khách hàng của ông ở Câu lạc bộ cờ London, là nguồn thu nhập chính của Steinitz.

### Trận đấu với Anderssen

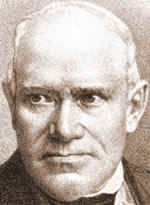
Adolf Anderssen được xem là kỳ thủ hàng đầu thế giới cho đến năm 1866, thời điểm Steinitz đánh bại ông ở trận đấu tay đôi.

Những thành công trên đã giúp Steinitz trở thành một trong những kỳ thủ hàng đầu thế giới. Ông có thể thu xếp một trận đấu vào năm 1866 ở London gặp Adolf Anderssen, người được xem là kỳ thủ mạnh nhất thế giới lúc đó, vì ông đã vô địch các Giải cờ vua Quốc tế London 1851 và 1862. Một kỳ thủ hàng đầu khác là Paul Morphy đã giải nghệ thi đấu chuyên nghiệp. Steinitz chiến thắng với 8 thắng 6 thua, không có ván hòa nào. Đó là một trận đấu khó khăn khi sau 12 ván tỉ số hòa 6–6 và Steinitz thắng được hai ván cuối cùng.
Với chiến thắng này, Steinitz được nhìn nhận rộng rãi là kỳ thủ xuất sắc nhất thế giới. Tiền thưởng của trận đấu này là 100 bảng Anh cho người thắng (Steinitz) và 20 bảng cho người thua (Anderssen). Ở thời điểm đó đây là một khoản tiền lớn, 100 bảng tương đương 57 500 bảng với thời giá năm 2007.

### Các trận đấu thành công tiếp theo
Sau trận thắng Anderssen, Steinitz đã đánh bại Henry Bird năm 1866 (+7 =5 –5). Ông dễ dàng hạ Johannes Zukertort năm 1872 (+7 =4 –1). Zukertort chứng tỏ mình là kỳ thủ hàng đầu khi thắng Anderssen với tỉ số cách biệt năm 1871.

### Những kết quả giải đấu được cải thiện
Trong khi Steinitz chiến thắng ở những trận đấu tay đôi, ông phải mất nhiều thời gian hơn để có thành công tại các giải đấu. Năm 1867 Steinitz đạt hạng ba tại giải đấu ở Paris, sau Ignatz Kolisch và Simon Winawer năm 1867 và hạng nhì tại các giải ở Dundee năm 1867 (Gustav Neumann vô địch),  và Baden-Baden năm 1870, xếp sau Anderssen nhưng trên Blackburne, Louis Paulsen và nhiều đối thủ mạnh khác. Ông có được chức vô địch đầu tiên tại một giải đấu mạnh là ở 1872, xếp trên Blackburne và Zukertort; và giải đấu đầu tiên Steinitz xếp trên Anderssen là Viên 1873, năm đó Anderssen đã 55 tuổi.

## Kết quả thi đấu
Nguồn:
| Date    | Opponent                | Kết quả | Location                            | Score  | Score   | Notes |
| ------- | ----------------------- | ------- | ----------------------------------- | ------ | ------- | --- |
| 1860    | Eduard Jenay            | Drew    | Vienna                              | 2/4    | 2: 2    | |
| 1860    | Max Lange               | Won     | Vienna                              | 3/3    | +3−0=0  | |
| 1862    | Serafino Dubois         | Won     | London                              | 5½/9   | +5−3=1  | |
| 1862    | Adolf Anderssen         | Lost    | London                              | 1/3    | +1−2=0  | Offhand games                                                                                               |
| 1862–63 | Joseph Henry Blackburne | Won     | London                              | 8/10   | +7−1=2  | Only 2 years after Blackburne started playing chess.                                                        |
| 1863    | Frederic Deacon         | Won     | London                              | 5½/7   | +5−1=1  | |
| 1863    | Augustus Mongredien     | Won     | London                              | 7/7    | +7−0=0  | |
| 1863–64 | Valentine Green         | Won     | London                              | 8/9    | +7−0=2  | |
| 1865    | James Robey             | Won     | London                              | 4/5    | 4: 1    | |
| 1866    | Adolf Anderssen         | Won     | London                              | 8/14   | +8−6=0  | As a result of this win Steinitz was generally regarded as the world's best player.                         |
| 1866    | Henry Edward Bird       | Won     | London                              | 9½/17  | +7−5=5  | |
| 1867    | George Brunton Fraser   | Won     | Dundee                              | 4/6    | +3−1=2  | |
| 1870    | Blackburne              | Won     | London                              | 1½/2   | +1−0=1  | [ 19 ] |
| 1872    | Johannes Zukertort      | Won     | London                              | 9/12   | +7−1=4  | |
| 1873    | Blackburne              | Won     | Vienna                              | 2/2    | +2−0=0  | Play-off match.                                                                                             |
| 1876    | Blackburne              | Won     | London                              | 7/7    | +7−0=0  | |
| 1882    | Szymon Winawer          | Drew    | Vienna                              | 1/2    | 1: 1    | Play-off match.                                                                                             |
| 1882    | Dion Martinez           | Won     | Philadelphia                        | 7/7    | +7−0=0  | |
| 1882    | Alexander Sellman       | Won     | Baltimore                           | 3½/5   | +2−0=3  | |
| 1883    | George Henry Mackenzie  | Won     | New York                            | 4/6    | +3−1=2  | |
| 1883    | Martinez                | Won     | Philadelphia                        | 4½/7   | +3−1=3  | |
| 1883    | Celso Golmayo Zúpide    | Won     | Havana                              | 9/11   | 9: 2    | |
| 1883    | Martinez                | Won     | Philadelphia                        | 10/11  | 10: 1   | |
| 1885    | Alexander Sellman       | Won     | Baltimore                           | 3/3    | +3−0=0  | |
| 1886    | Zukertort               | Won     | New York, St.Louis và New Orleans   | 12½/20 | +10−5=5 | World Chess Championship 1886; the contract for this match said it was "for the Championship of the World". |
| 1888    | Alberto Ponce           | Won     | Havana                              | 4/5    | 4: 1    | |
| 1888    | Andrés Vásquez          | Won     | Havana                              | 5/5    | +5−0=0  | |
| 1888    | Golmayo                 | Won     | Havana                              | 5/5    | +5−0=0  | |
| 1889    | Vicente Carvajal        | Won     | Havana                              | 4/5    | 4: 1    | |
| 1889    | Mikhail Chigorin        | Won     | Havana                              | 10½/17 | +10−6=1 | World Chess Championship 1889; often described as a World Championship match, but may not have been.        |
| 1890–91 | Isidor Gunsberg         | Won     | New York                            | 10½/19 | +6−4=9  | World Chess Championship 1891 match.                                                                        |
| 1892    | Chigorin                | Won     | Havana                              | 12½/23 | +10−8=5 | World Chess Championship 1892 match.                                                                        |
| 1894    | Emanuel Lasker          | Lost    | New York, Philadelphia and Montreal | 7/19   | +5−10=4 | World Chess Championship 1894 match; Steinitz's first recorded defeat in a serious match.                   |
| 1896    | Emanuel Schiffers       | Won     | Rostov-on-Don                       | 6½/11  | +6−4=1  | |
| 1896–97 | Lasker                  | Lost    | Moscow                              | 4½/17  | +2−10=5 | World Chess Championship 1897 match.                                                                        |
| 1897    | S. Lipschütz            | Drew    | New York                            | 1/2    | 1: 1    | Play-off match.                                                                                             |